# Frente de Unidad Nacional (Guatemala)
El Frente de Unidad Nacional (FUN) fue un partido político en Guatemala, que existió en 1974 hasta 1996

## Historia
El partido fue fundado en 1974 participando sin mayor éxito en las elecciones de la era demócratica.
En 1984 el partido alcanzó solo 1 escaño en la Asamblea Nacional Constituyente.
En 1985 participó en coalición con el  Partido de Unificación Anticomunista y el Movimiento Emergente de Concordia quedando en último lugar por lo que el PUA se disolvió.
En 1988 el partido en alianza con otros partidos ganó 10 alcaldías.
En 1990 participó otra vez en coalición esta vez con el Frente Republicano Guatemalteco y el Partido Institucional Democrático. logrando 12 escaños al congreso.
En 1995 volvió a participar con el PID postulando a Héctor Gramajo como su candidato presidencial,obteniendo 1.28% en la elección presidencial, no obtuvo ningún diputado al congreso ni al Parlacen pero sí 2 alcaldías: Alotenango , Sacatepéquez y Yupiltepeque , Jutiapa.
Finalmente a 2 días antes de que tomara posesión Álvaro Arzú Irigoyen como presidente electo de Guatemala el 12 de enero de 1996 el partido fue disuelto al no cumplir los requisitos para asegurar su vigencia para otra elección.